# Jichișu de Jos (gmina)
Jichișu de Jos – gmina w Rumunii, w okręgu Kluż. Obejmuje miejscowości Codor, Jichișu de Jos, Jichișu de Sus, Șigău i Tărpiu. W 2011 roku liczyła 1152 mieszkańców.